# Bill Barilko
William Barilko, dit Bill Barilko et surnommé Bashin' Bill, (né le 25 mars 1927 à Timmins dans la province de l'Ontario au Canada et mort le 26 août 1951 dans le nord de cette même province) est un joueur de hockey sur glace ayant évolué pour les Maple Leafs de Toronto dans la Ligue nationale de hockey entre 1946 et 1951.

## Carrière
Bill Barilko devint joueur professionnel en 1945 après avoir joué durant trois saisons dans la Northern Ontario Hockey Association. Il rejoint alors les Wolves de Hollywood de la Pacific Coast Hockey League.
Son talent et sa détermination forcent les dirigeants des Maple Leafs à faire appel à ses services dès la saison suivante. Il impressionne tant à son arrivée dans la Ligue nationale de hockey, que le directeur général des Leafs Conn Smythe déclara que si Barilko devait retourner à Hollywood, ce ne serait que pour y prendre des vacances durant l'été.
Ayant la confiance de son directeur général, Barilko s'établit rapidement comme un des meilleurs joueurs à la ligne bleue dans la LNH. Il n'amassa jamais beaucoup de points mais sa force physique  et sa façon de contrer l'adversaire furent craintes de ses opposants.
Il participa à trois matchs des étoiles de la Ligue nationale de hockey et remporta un total de quatre Coupe Stanley avec les Maple Leafs. Au printemps de la saison 1950-1951, les Maple Leafs prennent part à la finale de la coupe Stanley contre les Canadiens de Montréal. Les cinq rencontres de cette série se terminèrent en prolongation, un fait unique dans l'histoire de la LNH. Le « Bashin' Bill » en profita pour jouer le héros local lors du cinquième et ultime match en inscrivant le filet de la victoire.
À l'été 1951, Bill Barilko disparut dans un écrasement d'avion, lors d'un voyage de pêche dans le nord de l'Ontario avec un de ses amis, le dentiste Henry Hudson. Malgré des recherches intensives et une offre de 10 000 $ provenant du DG Smythe à qui retrouverait la trace des deux hommes, Barilko et son ami manquèrent toujours à l'appel. On retrouva l'épave de l'appareil quelques semaines après que les Maple Leafs remportèrent la coupe Stanley en 1962, soit plus de dix ans plus tard.

## Statistiques
| Saison     | Équipe                 | Ligue      |     | Saison régulière | Saison régulière | Saison régulière | Saison régulière | Saison régulière |   | Séries éliminatoires | Séries éliminatoires | Séries éliminatoires | Séries éliminatoires | Séries éliminatoires |
| Saison     | Équipe                 | Ligue      | PJ  | B                | A                | Pts              | Pun              | PJ               | B | A                    | Pts                  | Pun                  |                      |                      |
| 1945-1946  | Wolves de Hollywood    | PCHL       | 38  | 4                | 5                | 9                | 103              | 12               | 2 | 3                    | 5                    | 26                   |                      |                      |
| 1946-1947  | Wolves de Hollywood    | PCHL       | 47  | 9                | 2                | 11               | 69               |                  |   |                      |                      |                      |                      |                      |
| 1946-1947  | Maple Leafs de Toronto | LNH        | 18  | 3                | 7                | 10               | 33               | 11               | 0 | 3                    | 3                    | 18                   |                      |                      |
| 1947-1948  | Maple Leafs de Toronto | LNH        | 57  | 5                | 9                | 14               | 147              | 9                | 1 | 0                    | 1                    | 17                   |                      |                      |
| 1948-1949  | Maple Leafs de Toronto | LNH        | 60  | 5                | 4                | 9                | 95               | 9                | 0 | 1                    | 1                    | 20                   |                      |                      |
| 1949-1950  | Maple Leafs de Toronto | LNH        | 59  | 5                | 10               | 17               | 85               | 7                | 1 | 1                    | 2                    | 18                   |                      |                      |
| 1950-1951  | Maple Leafs de Toronto | LNH        | 58  | 6                | 6                | 12               | 96               | 11               | 3 | 5                    | 2                    | 31                   |                      |                      |
| Totaux LNH | Totaux LNH             | Totaux LNH | 252 | 26               | 36               | 62               | 456              | 47               | 5 | 7                    | 12                   | 104                  |                      |                      |

## Honneurs et trophées
- Participe aux trois premiers Matchs des étoiles officiels de la LNH (1947, 1948, 1949).
- Vainqueur de quatre Coupe Stanley (1947, 1948, 1949, 1951).
- Une chanson du groupe The Tragically Hip, 50 Mission Cap lui a été dédiée.